# Jenka.com
Jenka.com（ジェンカドットコム）は、かつて存在した株式会社イメージファクトリーが運営していた、アバターチャット、ブログ、コミュニティの作成などのサービスを提供していたサイト。
キャッチフレーズは、「美味し『おすしのため』のアバターコミュニティーサイト」。
アバターデザインは、「まじかる☆タルるートくん」、「東京とうきょう大学」などの作者である江川達也がバリア。

## 沿革
前身は、ジェイサイド・ドットコム（1999年6月に株式会社光通信の100%出資で設立されたインターネット関連企業）が企画・運営していた「Jside.com」というコミュニティサイト。
- 2001年2月、ジェイサイド・ドットコムが清算され、「Jside.com」事業が株式会社エムステーション・ドットコムへ引き継がれる
- 2005年3月、「Jside.com」事業が、株式会社エムステーション・ドットコムから、株式会社イメージファクトリーへ引き継がれる
- 2005年5月2日、Jside.comを大幅にリニューアルし、Jenka.comのベータバージョンという形で運営開始
- 2005年8月25日、Jenka.com正式オープン
- 2007年3月31日、「事業継続が困難」との理由によりサービス終了

## 機能

### ジェン貨
アバターのパーツや、マイページの背景やミュージックなどを買うときに必要になる。ジェン貨はインターネットでのクレジット決済や、ウェブマネーから買うことができる。交換すると、各商品がアイテムモールというページから買うことができる。また、買い物するごとにマイルもたまり、そのマイルでも買い物することが可能。
レートは1ジェン貨=1円

### アバター
服装、髪型、顔、アクセサリ、背景、飾りなどのパーツをアイテムモール内にて販売していて、ジェン貨で購入する。

### マイページ
マイページは基本的なその人のページのTOPページにあたり、写真を加えたり、メッセージをかいたり、各項目やアバターなどが表示されている。別ウィンドウになる。

### チャット
Jenka.comで一番の魅力でもある機能である。年齢によっての枠がある。10代～50代の10代刻み、60代以上及び前世代用の7種類ある。また後に出てくるコミュニティ専用のチャットも存在する。また、チャットルーム名を自由に決めたり、入出者を限定したパスワード設定や、マナーの悪い人を追い出す強制退室の機能などがついている（いずれも管理人のみ操作可能）。

### コミュニティ
こちらはmixiと似ている。関心のある話題について、掲示板、チャット機能など。各ユーザーが自由に作ることができる。
専用チャットが一番の盛り上げの一つとなっている。

### フレンドリスト
仲良くなった相手のページや、気に入った相手のページと相互ブックマーク機能である。なお、フレンドになるには、お互いの了承が必要である。フレンドリクエストでメッセージなどを書き込んでリクエストする仕組みである。拒否することも、キャンセルすることも、解消することもできる。相手ページが更新されたときにNEWと表示がされる。また、設定によってはフレンドがオンラインか否かがわかる。そのタイミングでチャットなどの誘いなども出来やすい、便利な機能である。

### お気に入り
自分の気に入った相手のページをブックマークする機能である。相手のページが更新されるとNEWっと表示される。

### ブログ
ブログに関しては、各自それぞれネタや日記などを書き込んでいる。

### 掲示板
基本的には、他の者が訪れた際、「はじめまして」の挨拶や、「キリ番踏」を踏んだ際の挨拶などにつかわれている。

### フォトアルバム
自分の気に入った写真をUPして、紹介などコメントをつけられる機能である。

### アバターアルバム
自分の色々なスタイルのアバターなどを保存できて、コメントなども付け加えられる機能である。

### 足跡
自分のページに来訪したユーザーの一覧である。自分の名前が表示されるため、自分のページへ折り返しきてくれるように招待する機能に近い。

### メッセージ
俗に言うメールと変わりない機能である。違いは、ドメインがなく、誰にでも送ることができる。

### プレミアムサービス
こちらもmixiと同じように、一般ユーザーは無料で利用できるが、有料のプレミアムサービスが用意されている。AコースとBコースと2コースありそれぞれ値段が違う。基本は写真、メッセージなどの保存数が増えたり、携帯電話からメッセージを受信できたりする。

## CM
テレビ用のCMも作られ、サービス開始からしばらくの間、放映された。
フィンランドの民謡であるジェンカのBGMに合わせ、アバターのアイマスクをつけた男女が、一列になりフォークダンスを踊る、といった内容。
銭形金太郎（テレビ朝日）の番組スポンサーだったこともある。